# Absolutely Live
Absolutely Live album je grupe The Doors koji je izašao 1970. godine. Na njemu se nalazi cijela verzija kompozicije "Celebration Of The Lizard" čiji je dio "Not To Tuch The Earth" objavljen na albumu "Waiting for the Sun".
Danas se "Absolutely Live" može dobiti kao prvi od dva CD-a albuma "Doors In Concert".

## Popis pjesama
1. House Announcer
2. Who Do You Love
3. Alabama Song (Whisky Bar)
4. Backdoor Man
5. Love Hides
6. Five To One
7. Build Me A Woman
8. When The Music's Over
9. Universal Mind
10. Petition The Lord With Prayer
11. Dead Cats, Dead Rats
12. Break On Through
13. The Celebration Of The Lizard
14. Lions In The Street
15. Wake Up
16. A Little Game
17. The Hill Dwellers
18. Not To Touch The Earth
19. Names Of The Kingdom
20. The Palace Of Exile
21. Soul Kitchen